# Nurbek Izabekow
Nurbek Izabekow (ur. 15 lutego 1970) – kirgiski zapaśnik walczący w stylu wolnym i trener. 
Sześć razy brał udział w mistrzostwach świata, zajął siódme miejsce w 2012. Czwarte miejsce na igrzyskach azjatyckich w 1998 i piąte w 1994. Srebrny medal na mistrzostwach Azji w 1995 i 1999 roku.
Jest wieloletnim trenerem najlepszej kirgiskiej zawodniczki – Ajsułuu Tynybekowej.